# Tegljač (brod)
Tegljač je brod koji se koristi za okretanje, vuču, guranje i tegljenje drugih plovnih objekata u lukama, na otvorenom moru ili kroz rijeke i kanale. Kod nas se ovaj tip broda najčešće naziva remorker (tal. rimorchio = tegljenje, vuča) 

## Povijest
U ožujku 1802. godine prvi brod za vuču 'Charlotte Dundas' je krenuo na svoje prvo putovanje. Pogonio ga je parni stroj s 10 konjskih snaga i mogao je prevoziti 20 putnika te vući dvije manje teglenice (maone). 1877. godine prvi put je u SAD–u spomenut naziv tug i od tada se ovi brodovi nazivaju tugboats, a na hrvatskom se zovu tegljači.

## Tipovi
Tegljači za otvoreno more dijele se u tri kategorije:
- Standardni morski tegljači koji svoj teret vuku debelim užetom od najlona ili pletiva od čelika.
- Tegljači koji se pramcem vežu za "urezanu" krmu posebno dizajnirane teglenice. Tkz. notch tug. Tegljač gura brod zahvaljujući urezu u krmi broda ili teglenice koju gura. Urez (notch) u krmi ima konturu identičnu pramcu tegljača tako da se minimizira njegovo slobodno kretanje.
- Integirani tegljači i teglenice (eng. integrated tug and barge - ITB), poznat još i pod nazivom ATB ( Articulating Tug Barge), čine posebno dizajnirana plovila koja su međusobno spojena mehaničkim priključcima tako da mogu ostati povezana u praktički bilo kakvim uvjetima na moru. Tegljač i teglenica su međusobno spojena mehaničkim priključcima tako da mogu ostati povezana u praktički bilo kakvim uvjetima na moru. Tegljač ima samo jedan stupanj gibanja, a to je posrtanje oko osi mehaničkog spoja za teglenicu. Povećana je manevrabilnost i efikasnost propulzije u odnosu na klasično tegljenje tim što nema zapljuskivanja valova tegljača o pramac teglenog objekta i ne dolazi do zastajanja.

Lučki tegljači
- Povijesno gledano, lučki tegljači su bila prva plovila koja su dobila parni pogon postavši neovisni o vjetru s mogućnošću kretanja u bilo kojem smjeru. Kao takvi, korišteni su u lukama kako bi pomogli većim brodovima tijekom pristajanja i isplovljavanja. Korištenjem ovakvih pogona omogućava tegljačima da se pomiču translatorno bočno ili da se okrenu za cijeli krug u mjestu.

Riječni tegljači
- Koriste se na unutarnjim vodama. Karakterizira ih plitak gaz i mala dužina. Novija tehnologija od tegljača na rijekama su gurači. To su riječni brodovi koji pred sobom guraju plovne jedinice koje se nazivaju potisnice.

## Pogon i propulzija
Glavna karakteristika tegljača je jakost njihovog stroja u odnosu na veličinu broda, odnosno odnos snaga (P)/tonaža (T). Jakost postrojenja danas se kreće od 500 do 2500 kW za manje, lučke tegljače, dok oceanski tegljači imaju znatno jača postrojenja, koja se kreću i preko 20000 kW. Radi usporedbe, P/T odnos se za putničke brodove kreće većinom ispod 1, a kod tegljača ide između 2.2 (veliki tegljači), pa sve do 9,5 (lučki tegljači). 
Sljedeća karakteristika tegljača je njihova velika sposobnost manevriranja. U početku su tegljači bili pokretani brodskim kolom i parnim strojem. Poslije je razvijena Kortova sapnica koja je pomogla u dobivanju većeg potiska po jedinici snage. Vršci krila vijka su jako blizu unutarnjoj stijenci sapnice; voda ulazi i izlazi iz sapnice s linearnom konfiguracijom što omogućava efikasniji i usmjereniji potisak. Daljnjim razvojem propulzijskih sustava počeli su se koristiti Schottel pogoni, Z pogoni, azipod (Azimuth pogon) i Voith Schneider koji ne zahtijevaju ugradnju kormila i omogućuju veću manevrabilnost. Takav pogon omogućuje tegljaču da se pomiče translatorno bočno ili da se okrene za cijeli krug u mjestu. Danas, većina lučkih tegljača ima sustave bez kormila, dok su se klasični sustavi zadržali kod velikih tegljača za duga tegljenja.

## Flote tegljača u Hrvatskoj
Hrvatske tvrtke čija je primarna djelatnost usluga pomorskog tegljenja, s jakim flotama tegljača različite snage i veličine, su Jadranski pomorski servis iz Rijeke i Brodospas iz Splita.

## Vanjske poveznice
- Tegljač Hrvatska tehnička enciklopedija, portal hrvatske tehničke baštine. LZMK

- Brod za pomorske radove Hrvatska tehnička enciklopedija, portal hrvatske tehničke baštine. LZMK

|  | Zajednički poslužitelj ima stranicu o temi Tegljač                            |
|  | Zajednički poslužitelj ima još gradiva o temi Tegljači pod hrvatskom zastavom |